# Radiodifuziune
Radiodifuziunea este o formă de radiocomunicație unidirecțională destinată transmiterii programelor pentru recepția publică. Principalele forme de radiodifuziune sunt:
- radiodifuziunea sonoră, destinată transmiterii programelor de radio, și
- radiodifuziunea vizuală (televiziunea radiodifuzată), care difuzează programe de televiziune.

## Caracteristici
În prezent, în radiodifuziune sunt folosite ca purtătoare de sunet undele kilometrice, hectometrice, decametrice și metrice, iar în televiziune undele metrice și decimetrice, ca purtătoare de sunet și imagine. Folosirea lungimilor de undă mici prezintă avantaje în ceea ce privește reducerea perturbațiilor, creșterea numărului de canale de transmisiune fără perturbare reciprocă, lărgirea domeniului de frecvențe a semnalului transmis precum și dirijarea emisiei, dar se micșorează zona de serviciu a emițătoarelor. 
În radiodifuziunea sonoră sunt folosite, în funcție de tipul programului transmis, modulația în amplitudine sau modulația în frecvență. Undele kilometrice, hectometrice și decametrice sunt modulate în amplitudine, iar cele metrice în frecvență. În televiziune, semnalul video modulează în amplitudine purtătoarea de imagine, iar semnalul audio modulează în amplitudine sau în frecvență purtătoarea de sunet. Pentru evitarea perturbării reciproce a emisiilor cu frecvențe purtătoare învecinate, repartizarea frecvențelor și a benzilor de frecvențe se stabilește prin acorduri internaționale în funcție de tipul de radiocomunicații, regiune a lumii, respectiv țară și stație de emisie. 
Prima demonstrație de radiodifuziune sonoră a avut loc în 1906, fiind efectuată de către inventatorul canadian Reginald Fessenden. Organizarea emisiunilor regulate de radiodifuziune sonoră datează din perioada anilor 1919 - 1920 (în special în SUA și URSS). În 1922 s-au realizat emisiuni radiofonice în Anglia și Franța, în 1923 în Germania, iar în 1924 în Italia. În România primele emisiuni radiofonice au avut loc în 1925, iar primul organism oficial, creat în 1928 cu scopul realizării unor programe radiofonice regulate, a fost „Societatea de Difuziune Radiotelefonică”. Postul național de radio din România a fost inaugurat la 1 noiembrie 1928, iar Studioul național de televiziune la 31 decembrie 1956.